# Чир
Чир (на руски: Чир) е река в Ростовска и Волгоградска област на Русия, десен приток на Дон. Дължина 317 km. Площ на водосборния басейн 9580 km².
Река Чир води началото си от южните склонове на Донското възвишение, на 188 m н.в., на 4 km северозападно от село Ботановски, в северната част на Ростовска област. В горното течение тече в източна посока, в средното – в посока юг-югоизток, а в долното – отново на изток в широка долина, в която силно меандрира. Влива се отдясно в река Дон (в Чирския залив на Цимлянското водохранилище), при нейния 456 km, на 30 m н.в., на 5 km южно от село Ближнеосиновски във Волгоградска област. Основни притоци: леви – Чорная (48 km), Кривая (56 km), Цуцкан (78 km), Куртлак (150 km), Машка (40 km), Берьозовая (63 km), Добрая (51 km), Лиска (106 km, бивш приток, сега се влива в Цимлянското водохранилище); десен – Вербовка (36 km). Има смесено подхранване с преобладаване на снежното с ясно изразено пролетно пълноводие през март и април. Среден годишен отток на 10 km от устието 12 m³/s. В горното течение през лятото пресъхва. По бреговете на реката са разположени множество населени места, в т.ч. районните центрове станиците Боковская, Советская и Обливская в Ростовска област и град Суровикино във Волгоградска област.